# Железная дорога Елгава — Мейтене
Железная дорога Елгава-Мейтене — 33-километровая железнодорожная ветка от Елгавы до литовской границы (от станции Мейтене до границы 5 км). Линия на Тукумском путевом мосту в Елгаве (Шяуляйский съезд) отделяется от железнодорожной линии Елгава-Лиепая, затем проходит через сёла Платоне, Лиелплатоне и Элея Елгавского края и продолжается в Литве в направлении Шяуляй. Сегодня на линии идут только легкие грузы. Важность линии может возрасти с развитием проекта Rail Baltica. С 29 сентября 2018 года на линии курсирует пассажирский поезд Рига-Киев. Поезд ходил один раз в неделю, останавливаясь на территории Латвии только в Риге и Елгаве. С 31 января 2019 года киевский поезд ходит один раз в 4 дня. С конца лета 2019 года планировалось продлить международный железнодорожный маршрут до Таллина. чего не было сделано.

## История
Во время Первой мировой войны узкоколейная железная дорога на конной тяге была построена из Елгавы в направлении Шяуляй по обочине шоссе. За 10 дней (с 9 по 19 июня 1915 г.) русской армии удалось построить рельсы от Митавы (Елгава) до Гурки (около Йонишкиса). Позже немецкая армия использовала узкоколейную железную дорогу как подъездную дорогу для строительства железной дороги нормальной ширины. Железная дорога нормальной ширины (1435 мм) от Елгавы до Шяуляя была построена к 10 января 1916 года и использовалась для снабжения немецких войск. После войны осуществлялось движение на линии с городами Западной Европы — Кенигсбергом, Берлином и др. В советское время по этой линии ходили поезда международного сообщения в Вильнюс, Новороссийск, Львов, Симферополь, Гомель, Киев и др., а также поезд «Чайка» (Таллинн-Рига-Минск). Также ходил пригородный поезд Рига-Елгава-Девушка. После восстановления независимости Латвии интенсивность международных перевозок снизилась (хотя движение по маршруту Шештока-Варшава и было восстановлено, оно понесло большие убытки), а последний пассажирский поезд Рига-Вильнюс-Трускавец был отменен в 2008 году. В 2014 году рассматривалась возможность обновления маршрута пассажирского поезда Рига-Шяуляй, но такой поезд не был назначен.

### Историческое расписание поездов

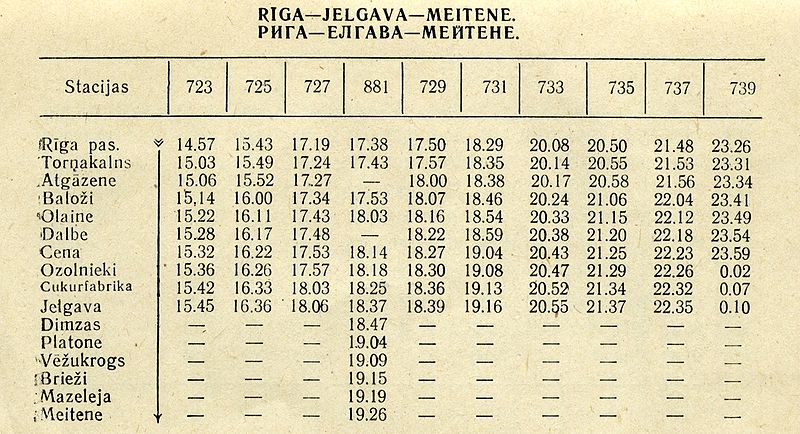
Расписание поезда № 881 по маршруту Рига-Елгава-Мейтене в 1976 г.
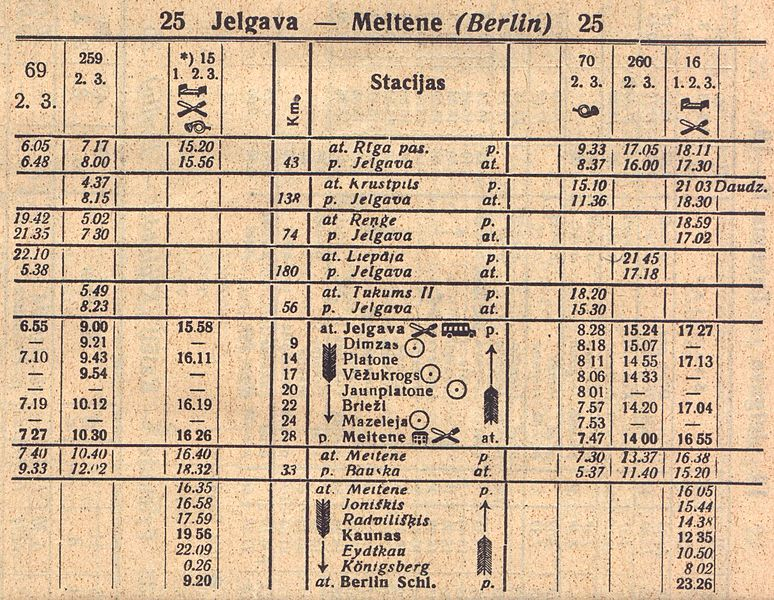
Список поездов Елгава-Мейтене летом 1940 г.

## Станции и остановки

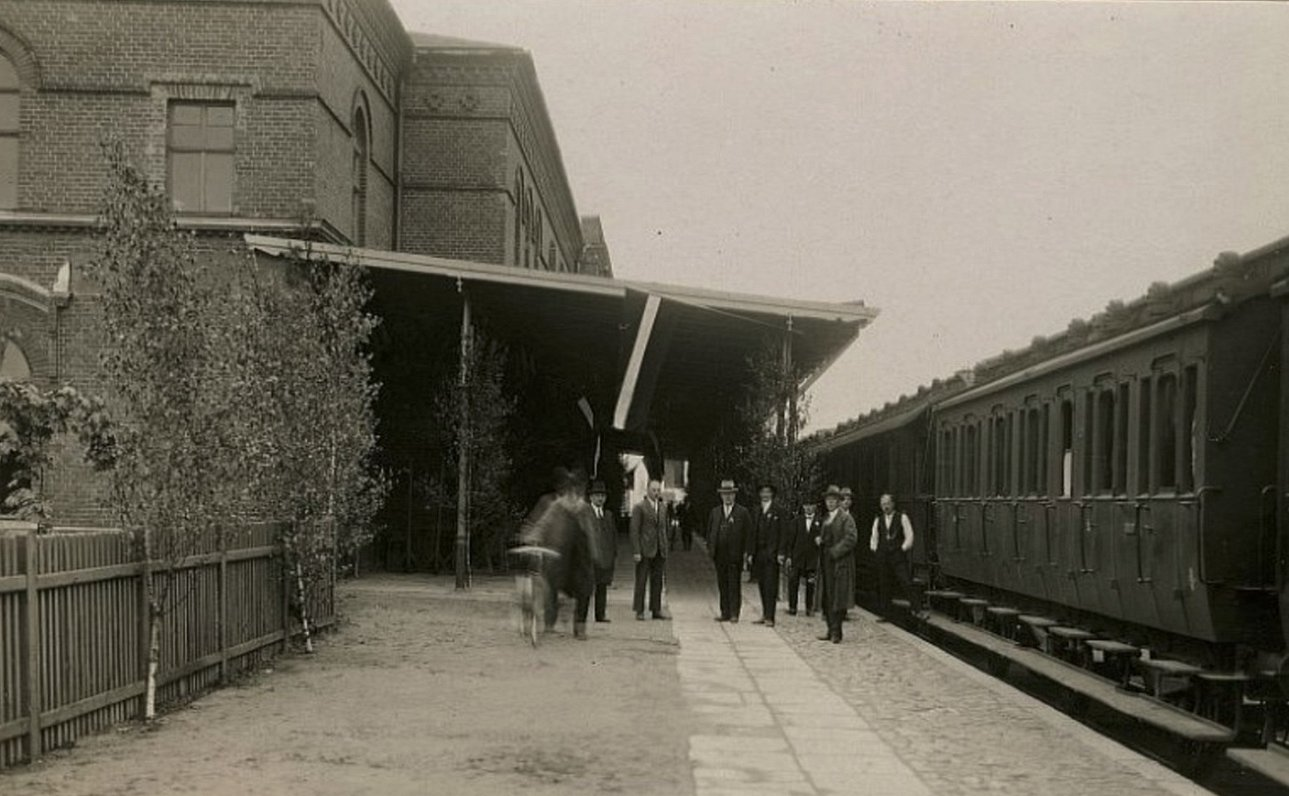
Поезд на станции Елгава (после 1920 г.).

Кроме конечных станций Елгава и Мейтене, в настоящее время на линии нет других станций, только пять неиспользуемых (сохранившихся) остановок.
- Елгава. Большая узловая станция в городе Елгава.
- Смитниеки. Перед Второй мировой войной в Елгаве, недалеко от начала Шяуляйского шоссе, была остановка.
- 48-й километр. Лишь в 1993 и 1994 годах была остановка у начала боковой ветки к карьеру.
- Димзас. В 1931 году была открыта остановка в Платонской волости, примерно на 52-м километре, позже её перенесли на километр дальше в сторону Елгавы, и какое-то время здесь была станция, которую в советское время снова превратили в остановку.
- 52-й километр. Только в 1993 и 1994 годах была остановка.
- Платоне. Станция была построена в связи со строительством железной дороги, первоначально называвшейся Альт-Платон (Вецплатоне), в 1925 году получила нынешнее название. Первоначальное здание вокзала в деревне Платоне сохранилось, но сейчас вокзал является остановкой.
- Вежукрогс. Открыт в 1931 году, после войны не использовался, вновь открыт в 1966 году.
- Яунплатоне. Остановка была открыта в 1931 году и названа по близлежащему посёлку Яунплатоне; просуществовала только до Второй мировой войны.
- Бриежи. Станция открыта в 1922 году; расширилась во время войны, но превратился в остановку в советское время.
- Мазэлея. Как и Вежукрогс, она не работала во время войны и после неё, была восстановлена в 1966 году. Расположена недалеко от небольшой деревни Мазэлея.
- Мейтене. Находится в посёлке Элея, названа по находившемуся здесь когда-то трактиру Мейту-крогс (коми Meitu krogs), приспособленному под вокзальное здание. В 1923 году было открыто новое здание вокзала. В 1916 году от станции была построена узкоколейная линия 600 мм Мейтене — Бауска, просуществовавшая до 1963 года.